# Polygala chamaecyparis
Polygala chamaecyparis är en jungfrulinsväxtart som beskrevs av Chod.. Polygala chamaecyparis ingår i släktet jungfrulinssläktet, och familjen jungfrulinsväxter. Inga underarter finns listade i Catalogue of Life.